# Мис Левін
Мис Левін (англ. Cape Leeuwin) — мис, південно-західна сухопутна точка Австралійського континенту. Знаходиться у штаті Західна Австралія.
Мис був відкритим в 1622 році і був названий на честь корабля «Левиця»(на старих вітчизняних картах — Мис Левіна)
На схід від мису, в бік затоки Фліндерса, розташовані острови Сент-Алауарн. На півночі знаходиться містечко Августа. На південному сході берег Західної Австралії йде трохи далі на південь. На мисі розташований маяк та будинки, що використовувалися робітниками маяка.
В Австралії мис вважають точкою, де Індійський океан зустрічається з Південним; однак більшість держав та міжнародних органів вважають, що Південний океан існує лише на півдні від 60° південної широти. Варто відмітити, що мис Левін не є найпівденнішою точкою Західної Австралії — це право належить мису Вест Кейп Хоу, на південному сході від Олбані.